# Open Database License
Open Database License (ODbL) — «Share Alike»-подобное лицензионное соглашение, предназначенное для того, чтобы пользователи могли свободно обмениваться, изменять и использовать базу данных, сохраняя эту же свободу для других.
ODbL была опубликована Open Data Commons, являющейся частью Open Knowledge Foundation.
Проект OpenStreetMap (OSM) сменил лицензию с Creative Commons на ODbL в сентябре 2012 года.